# Бокша (Вилча)
Бокша (рум. Bocșa) — село у повіті Вилча в Румунії. Входить до складу комуни Мечука.
Село розташоване на відстані 167 км на захід від Бухареста, 47 км на південний захід від Римніку-Вилчі, 50 км на північ від Крайови.

## Населення
За даними перепису населення 2002 року у селі проживали 240 осіб, усі — румуни. Усі жителі села рідною мовою назвали румунську.